# Medalla de la defensa de Stalingrad
La Medalla per la Defensa de Stalingrad (Rus: Медаль «За оборону Сталинграда» - Transliterat: Medal "Za oboronu Stalingrada") és una medalla de la Guerra Defensiva de la Gran Guerra Patriòtica, creada el 22 de desembre de 1942 per Stalin i atorgada a tots els soldats de l'Exèrcit Roig, Marina Roja, Tropes del Ministeri de l'Interior (MVD) i Civils que van participar en la defensa de Stalingrad del 12 de juliol de 1942 al 19 de novembre de 1942 (dia que començà la contra-ofensiva que va envoltar i destruir al 6è exèrcit alemany).
Stalingrad va rebre el títol de "Ciutat heroica" (les altres són Odessa, Leningrad, Moscou, Sebastòpol, Kíev, la Fortalesa de Brest, Kertx, Novorossisk, Minsk, Tula, Múrmansk i Smolensk)
Va ser atorgada aproximadament unes 760.000 vegades

## Disseny
És una medalla de coure amb una línia de soldats en posició de carregar. A la punta superior hi ha una estrella i la inscripció "МЕДАЛЬ ЗА ОБОРОНУ СТАЛИНГРАДА" (Per la Defensa de Stalingrad). Al revers apareix la inscripció "ЗА НАШУ СОВЕТСКУЮ РОДИНУ" (Per la Nostra Terra Nativa Soviètica) a sota de la falç i el martell.
Es suspèn sobre un galó pentagonal verd clar amb una franja central de 2mm vermella.